# Ruvyironza
Ruvyronza (također Luvironza) je rijeka u središnjoj Africi čiji izvor na planini Kikizi u Burundiju mnogi smatraju najudaljenijim izvorom rijeke Nil, a time i njezinim početkom.
Od izvora teče do ušća u rijeku Ruvubu pokraj grada Gitega. Ruvuba se ulijeva u rijeku Kageru koja se ulijeva u jezero Viktorija koje se smatra glavnim izvorom Bijelog Nila. Ukupne je dužine 182,4 km.    